# Jan Daleszyński (zm. 1672)
Jan Daleszyński z Radomicka herbu Kotwicz (zm. w 1672 roku) – sędzia ziemski poznański w latach 1658–1672, podsędek poznański w latach 1647–1657, pisarz ziemski poznański w latach 1632–1647. 
Deputat na Trybunał Radomski. Poseł na sejm 1629 roku. Poseł na sejm zwyczajny 1637 roku. Poseł sejmiku średzkiego na sejm ekstraordynaryjny 1642 roku. Deputat na Trybunał Koronny w 1641 roku. Poseł na sejm 1649/1650 roku z sejmiku średzkiego województw poznańskiego i kaliskiego. Poseł sejmiku średzkiego na sejm zwyczajny 1654 roku.